# Zimirina spinicymbia
Espèce
Zimirina spinicymbia est une espèce d'araignées aranéomorphes de la famille des Prodidomidae.

## Distribution
Cette espèce est endémique de la Grande Canarie aux îles Canaries en Espagne,. Elle se rencontre vers Güigüí.

## Description
Le mâle holotype mesure 2,1 mm.

## Systématique et taxinomie
Cette espèce a été décrite par Wunderlich en 1992.

## Publication originale
- Wunderlich, 1992 : « Die Spinnen-Fauna der Makaronesischen Inseln: Taxonomie, Ökologie, Biogeographie und Evolution. » Beiträge zur Araneologie, vol. 1, p. 1-619.